# Divrei Hameorot
Divrei Hameorot (Abkürzung: 4QDibHam; deutsch: Worte der Himmelslichter, englisch: Words of the Luminaries) ist die hebräische Bezeichnung für einen sehr fragmentarisch erhaltenen antiken liturgischen Text in hebräischer Sprache, der unter den Schriftrollen vom Toten Meer in mehreren Exemplaren vorkommt. Aus Höhle 4Q werden 4Q504 (=4QDibHama) und 4Q506 (=4QDibHamc) zu den Divrei Hameorot gerechnet; ob auch 4Q505 (=4QDibHamb) dazu gehört, ist unsicher. Bei 4Q505 und 4Q506 ist das Material Papyrus. Paläografisch wird 4Q504 um 150 v. Chr. datiert und ist damit älter als die Qumrangemeinde. 4Q506 dagegen ist eine Schriftrolle aus der Regierungszeit des Herodes. Es handelt sich also um einen über längere Zeit beliebten Text.
Der Titel hebräisch דברי המארות divrê hammə’orôt stammt aus dem antiken Text selbst (4Q504 f8 verso). Mit den Himmelslichtern sind Sonne und Mond gemeint.

## Inhalt
Im Unterschied zu den Gebeten für einzelne Tage des Monats (4Q503) handelt es sich bei den Divrei Hameorot um Gebete für die einzelnen Wochentage. Die Texte für die sechs Werktage haben dabei eine andere Struktur als das Sabbatgebet; letzteres ist sehr fragmentarisch erhalten; es beinhaltete aber Lobgesänge. Jedem Wochentag war in den Divrei Hameorot ein bestimmtes Thema zugeordnet, der Beter „wandert gewissermaßen mit den Tagen durch die Heilsgeschichte des Volkes Israel.“ Im Einzelnen:
- Erster Tag (Sonntag): Schöpfung, Sündenfall, Sintflut
- Zweiter Tag (Montag): Wüstenwanderung Israels, Murren des Volkes
- Dritter Tag (Dienstag): unbekannt
- Vierter Tag (Mittwoch): Gesetzgebung (Tora)
- Fünfter Tag (Donnerstag): Wanderung Israels vom Auszug aus Ägypten bis zur Eroberung Kanaans; Königtum Davids
- Sechster Tag (Freitag): Babylonisches Exil und Restauration der Jerusalemer Tempelgemeinde.

Diese historischen Rückblicke sind mit passenden Bitten um Erleuchtung, Umkehr und Vergebung verbunden. Aus 4Q504 lässt sich errechnen, dass jedes Tagesgebet ursprünglich 66 Zeilen Text hatte und damit deutlich länger war als die Abend- und Morgengebete zu den Tagen der Monate (4Q503).

## Textausgaben
- Discoveries in the Judaean Desert, Band 7 (Maurice Baillet): Qumrân grotte 4.III – 4Q482–4Q520. Clarendon, Oxford 1982, S. 137–145 (orion.mscc.huji.ac.il)
- The Dead Sea Scrolls. Hebrew, Aramaic, and Greek Texts with English Translations. Band 4a: Pseudepigraphic and Non-Masoretic Psalms and Prayers. Hrsg. by James H. Charlesworth, H. W. Rietz, P. W. Flint u. a., Mohr Siebeck, Tübingen 1997, S. 107–153.
- James R. Davila: Liturgical Works (= Eerdmans Commentaries on the Dead Sea Scrolls). Eerdmans, Grand Rapids 2000, S. 239–266.

### Überblick
- Géza G. Xeravits, Peter Porzig: Einführung in die Qumranliteratur (De Gruyter Studium). Walter de Gruyter, Berlin/Boston 2015, ISBN 978-3-11-034975-7. (abgerufen über De Gruyter Online)
- Daniel Stökl Ben Ezra: Qumran. Die Texte vom Toten Meer und das antike Judentum. Mohr Siebeck, Tübingen 2016, ISBN 978-3-8252-4681-5.
- Esther Chazon: Words of the Luminaries. In: Lawrence H. Schiffman, James C. VanderKam (Hrsg.): Encyclopedia of the Dead Sea Scrolls. Oxford University Press, Oxford / New York 2000.

### Einzeluntersuchungen
- Esther G. Chazon: 4QDibHam. Liturgy or Literature? In: Revue de Qumran 15/57–58 (1991), S. 447–455.
- Esther G. Chazon: Is Divrei ha-Meorot a Sectarian Prayer? In: Uriel Rappaport, Devorah Dimant (Hrsg.): The Dead Sea Scrolls, Forty years of research (= Studies on the Texts in the Desert of Judah. Band 10). Brill, Leiden u. a. 1992, S. 3–17.